# Vanguard (videogioco)
Vanguard (ヴァンガード?) è un videogioco arcade realizzato nel 1981 dalla compagnia giapponese TOSE, distribuito dalla SNK e concesso in licenza alla Centuri per gli Stati Uniti d'America. Si tratta di uno dei primi esempi di sparatutto a scorrimento (sia verticale che orizzontale), oltre che uno dei primi titoli dove l'astronave può sparare in tutte e quattro le direzioni cardinali. La presenza di ostacoli da evitare, che si aggiungono ai nemici, lo rendono il precursore di videogiochi come Gradius e R-Type.

## Modalità di gioco
Come già succedeva in Scramble, in Vanguard si utilizza una navetta dotata di carburante, che cala durante il tragitto; per recuperarlo occorre distruggere i nemici. L'ambiente di gioco è all'interno di caverne, dove bisogna evitare di toccare sia i nemici, di vari tipi volanti o stazionari, sia le pareti. Lo scorrimento, inizialmente verso destra, può cambiare direzione a seconda del livello, divenendo diagonale o verticale verso l'alto.
Per sparare nelle quattro direzioni si usano quattro pulsanti distinti, indipendentemente dalla direzione di movimento (sistema che sarà poi ripreso con maggior successo da Robotron 2084).
Raccogliendo i power-up con la scritta energy la nave diventa invincibile per alcuni secondi; durante questo periodo non può sparare, ma i nemici si possono distruggere semplicemente toccandoli. 
Vanguard è suddiviso in dieci "zone", e alla fine di ognuna di esse è presente un boss chiamato Gond, una sorta di insetto gigante protetto da due barriere scorrevoli.

## Audio
Nel cabinato di Vanguard sono presenti alcuni chip audio realizzati appositamente per il gioco, che permettono una primitiva sintesi vocale. Il tema introduttivo è ispirato a quello del film Star Trek, mentre quello che si sente durante l'invincibilità deriva dal tema di Vultano da Flash Gordon.

## Conversioni
Atari pubblicò conversioni ufficiali del gioco per le console Atari 2600 e Atari 5200. I controlli sono semplificati, utilizzando la direzione del joystick anche per dirigere i proiettili, e su Atari 2600 lo scorrimento è ridotto a soltanto orizzontale o verticale.
Nel 2011 uscirono anche, su PlayStation Network, versioni PlayStation Minis per PlayStation 3 e PlayStation Portable. Per quest'ultima è incluso anche nella raccolta SNK Arcade Classics Vol. 0.